# Kilben

Kilbenet sett från ovan, hjässbenen borttagna från kraniet i bilden.

Kilbenet sett underifrån, underkäksbenet borttaget från kraniet i bilden.

Kilbenet (latin: os sphenoidale) är ett oparigt ben i ögonhålan. Det sitter mitt i hjärnskålens golv (skallbasen) bakom silbenet. På ovansidan i medellinjen har det en grop, turksadeln (sella turcica), i vilken hypofysen är belägen. Framtill innehåller det två av näsans bihålor.